# 6820 Buil
6820 Buil este un asteroid din centura principală de asteroizi.

## Descriere
6820 Buil este un asteroid din centura principală de asteroizi. A fost descoperit pe 13 decembrie 1985 la Caussols de CERGA. El prezintă o orbită caracterizată de o semiaxă mare de 2,85 ua, o excentricitate de 0,08 și o înclinație de 2,5° în raport cu ecliptica.